# Eljero Elia
Eljero George Rinaldo Elia (Voorburg, 13 febbraio 1987) è un ex calciatore olandese, di ruolo centrocampista o attaccante.

## Caratteristiche tecniche
Ala dotata di grande rapidità di piedi e notevole accelerazione, è abile anche nel dribbling. Privilegia progressioni palla al piede sulla sua fascia di competenza, quella sinistra, per poi con una finta accentrarsi, far perdere l'equilibrio al proprio marcatore e cercare la conclusione preferibilmente di destro.

## Carriera

### Club

#### Gli esordi in Olanda

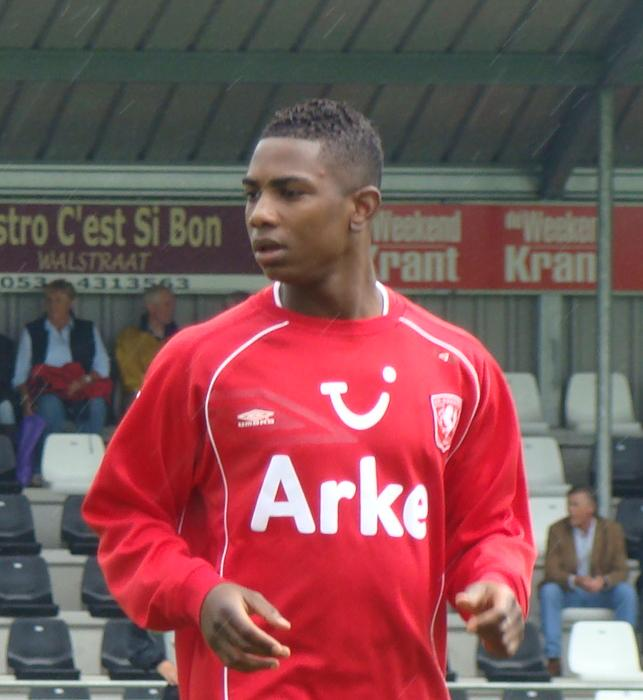
Elia nel 2008 al Twente

Inizia a prendere confidenza col pallone molto presto, infatti nel 1996, a 9 anni, attira l'attenzione dell'ADO Den Haag che lo inserisce nel proprio settore giovanile. Rimarrà nel club gialloverde fino alla chiamata dell'Ajax nel 2000.
La squadra di Amsterdam lo scarta dopo un biennio per via del suo fisico, giudicato eccessivamente esile, così nel 2002 torna all'ADO Den Haag. Qui, nel 2004, debutta con la prima squadra a diciassette anni, collezionando 4 presenze e un gol.
Complici alcuni litigi con il tecnico Lex Shoenmaker, nel 2007 Elia lascia nuovamente l'ADO Den Haag e accetta l'offerta del Twente. Nella stagione Eredivisie con la squadra di Enschede ottiene un ottimo secondo posto, arrivando anche in finale di KNVB Beker, dove segna il gol del momentaneo pareggio 1-1 contro l'Heerenveen, che riuscirà comunque a vincere il trofeo ai calci di rigore, dopo che ai tempi supplementari la partita era terminata 2-2. Elia segna 15 gol in stagione e viene premiato come Talento olandese dell'anno.

#### Amburgo e Juventus
Il 5 luglio 2009 si trasferisce all'Amburgo per 9 milioni di euro. Chiude la sua prima stagione con la squadra tedesca con 24 presenze e 5 gol. Nella seconda stagione colleziona 24 presenze segnando 2 gol.
Il 31 agosto 2011, ultimo giorno di calciomercato, viene acquistato per 9 milioni di euro, più eventualmente un altro milione di bonus, dalla Juventus. Il giocatore sceglie la maglia numero 17. Fa il suo esordio in Serie A il 25 settembre 2011, alla 5ª di campionato, in Catania-Juventus. Nelle uscite successive il giocatore non riesce però a convincere l'allenatore Antonio Conte, che lo utilizza col contagocce e spesso lo fa accomodare in panchina o in tribuna. Alla fine di un campionato per lui pessimo, in cui conterà solo quattro presenze, Elia può comunque fregiarsi della vittoria dello scudetto.

#### Werder Brema, Southampton e Feyenoord
Il 10 luglio 2012 passa ufficialmente al Werder Brema per un importo di 5,5 milioni di euro più 2 milioni di bonus, pagabili in due anni, per un totale quindi di 7,5 milioni di euro. Rimane a Brema per due stagioni e mezza, totalizzando 4 reti, tutte messe a segno nella stagione 2013-2014.
Il 23 dicembre 2014 viene ceduto in prestito con diritto di riscatto al Southampton, club militante in Premier League. Debutta con la nuova maglia l'11 gennaio 2015, nella vittoria 1-0 sul Manchester United. Sei giorni dopo, realizza una doppietta che permette alla sua squadra di battere 2-1 in trasferta il Newcastle.
Alla scadenza del prestito, il Southampton sceglie di non riscattare il giocatore, che così il 5 agosto 2015 passa a titolo definitivo agli olandesi del Feyenoord. L'8 novembre seguente tocca quota 300 presenze con i club in occasione del match pareggiato per 1-1 contro l'Ajax.

#### İstanbul Başakşehir
Il 13 giugno 2017 viene acquistato dall'İstanbul Başakşehir e vince il campionato turco con una giornata di anticipo.

#### Utrecht
Il 19 agosto 2020 torna in patria firmando un contratto annuale con l'Utrecht, con cui torna al gol in Eredivisie a distanza di 3 anni nel turno infrasettimanale del 22 dicembre vinto fuoricasa contro l’Emmen per 2-3.

#### Ritorno all'ADO Den Haag
Il 18 novembre 2021, a distanza di 14 anni, torna a vestire la maglia dell'ADO Den Haag, squadra in cui è cresciuto calcisticamente a livello giovanile.
Il 19 febbraio 2023, dopo aver risolto a luglio 2022 con il club olandese, annuncia ufficialmente il ritiro dal calcio giocato.

### Nazionale
Debutta con l'Under-19 olandese nel 2005, un anno dopo del suo debutto nel calcio professionistico. Nel 2006 viene convocato per l'Olanda Under-21.

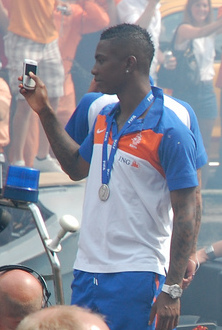
Elia con la nazionale olandese nel 2010.

A 18 anni arriva la sua prima convocazione nella nazionale maggiore per un'amichevole contro l'Inghilterra, senza scendere in campo. Nel giugno 2009 l'allenatore olandese Bert van Marwijk lo convoca in occasione delle qualificazioni al campionato mondiale di calcio 2010, contro Islanda e Norvegia, ma il debutto arriva a settembre dello stesso anno in un'amichevole contro il Giappone (finita 3-0 per gli oranje) dove colleziona due assist; quattro giorni più tardi, contro la Scozia, sostituisce Arjen Robben a 18 minuti dalla fine e finalizza un'azione di contropiede, realizzando così il suo primo gol in nazionale e decidendo la gara. Viene inserito nella lista dei 23 olandesi convocati per Sudafrica 2010. Nella rassegna mondiale Elia non parte mai titolare ma subentra in tutti gli incontri tranne quello ai quarti contro il Brasile. Sostituisce Dirk Kuijt nella finale persa 0-1 ai tempi supplementari contro la Spagna.
Nel 2012 esce dal giro della nazionale, venendo richiamato solo nel 2015 in 2 occasioni ma senza giocare.
Torna invece a giocare con la nazionale nel 2018 dopo 6 anni di assenza giocando nell'amichevole pareggiata per 1-1 in trasferta a Trnava contro la Slovacchia subentrando al 75º a Patrick Van Aanholt.

## Statistiche

### Presenze e reti nei club
Statistiche aggiornate al 27 luglio 2020.
| Stagione                   | Squadra                    | Campionato                 | Campionato | Campionato | Coppe nazionali | Coppe nazionali | Coppe nazionali | Coppe continentali | Coppe continentali | Coppe continentali | Altre coppe | Altre coppe | Altre coppe | Totale | Totale |
| Stagione                   | Squadra                    | Comp                       | Pres       | Reti       | Comp            | Pres            | Reti            | Comp               | Pres               | Reti               | Comp        | Pres        | Reti        | Pres   | Reti   |
| -------------------------- | -------------------------- | -------------------------- | ---------- | ---------- | --------------- | --------------- | --------------- | ------------------ | ------------------ | ------------------ | ----------- | ----------- | ----------- | ------ | ------ |
| 2004-2005                  | ADO Den Haag               | ED                         | 4          | 1          | CO              | 0               | 0               | -                  | -                  | -                  | -           | -           | -           | 4      | 1      |
| 2005-2006                  | ADO Den Haag               | ED                         | 30         | 2          | CO              | 0               | 0               | -                  | -                  | -                  | -           | -           | -           | 30     | 2      |
| 2006-2007                  | ADO Den Haag               | ED                         | 25         | 3          | CO              | 1               | 0               | -                  | -                  | -                  | -           | -           | -           | 26     | 3      |
| 2007-2008                  | Twente                     | ED                         | 30+4       | 2+0        | CO              | 0               | 0               | CU                 | 2                  | 0                  | -           | -           | -           | 36     | 2      |
| 2008-2009                  | Twente                     | ED                         | 34         | 9          | CO              | 5               | 4               | UCL+CU             | 2+6                | 0+1                | -           | -           | -           | 47     | 14     |
| Totale Twente              | Totale Twente              | Totale Twente              | 64+4       | 11+0       |                 | 5               | 4               |                    | 10                 | 1                  |             | -           | -           | 83     | 16     |
| 2009-2010                  | Amburgo                    | BL                         | 24         | 5          | CG              | 1               | 0               | UEL                | 10                 | 1                  | -           | -           | -           | 35     | 6      |
| 2010-2011                  | Amburgo                    | BL                         | 24         | 2          | CG              | 1               | 0               | -                  | -                  | -                  | -           | -           | -           | 25     | 2      |
| ago. 2011                  | Amburgo                    | BL                         | 4          | 0          | CG              | 1               | 0               | -                  | -                  | -                  | -           | -           | -           | 5      | 0      |
| Totale Amburgo             | Totale Amburgo             | Totale Amburgo             | 52         | 7          |                 | 3               | 0               |                    | 10                 | 1                  |             | -           | -           | 65     | 8      |
| 2011-2012                  | Juventus                   | A                          | 4          | 0          | CI              | 1               | 0               | -                  | -                  | -                  | -           | -           | -           | 5      | 0      |
| 2012-2013                  | Werder Brema               | BL                         | 24         | 0          | CG              | 1               | 1               | -                  | -                  | -                  | -           | -           | -           | 25     | 1      |
| 2013-2014                  | Werder Brema               | BL                         | 33         | 4          | CG              | 0               | 0               | -                  | -                  | -                  | -           | -           | -           | 33     | 4      |
| 2014-gen. 2015             | Werder Brema               | BL                         | 9          | 0          | CG              | 1               | 0               | -                  | -                  | -                  | -           | -           | -           | 10     | 0      |
| Totale Werder Bremen       | Totale Werder Bremen       | Totale Werder Bremen       | 66         | 4          |                 | 2               | 1               |                    | -                  | -                  |             | -           | -           | 68     | 5      |
| gen.-giu. 2015             | Southampton                | PL                         | 16         | 2          | FACup+CdL       | 1+0             | 0               | -                  | -                  | -                  | -           | -           | -           | 17     | 2      |
| 2015-2016                  | Feyenoord                  | ED                         | 31         | 8          | CO              | 6               | 0               | -                  | -                  | -                  | -           | -           | -           | 37     | 8      |
| 2016-2017                  | Feyenoord                  | ED                         | 24         | 9          | CO              | 3               | 1               | UEL                | 3                  | 0                  | SO          | 1           | 0           | 31     | 10     |
| Totale Feyenoord           | Totale Feyenoord           | Totale Feyenoord           | 55         | 17         |                 | 9               | 1               |                    | 3                  | 0                  |             | 1           | 0           | 68     | 18     |
| 2017-2018                  | İstanbul Başakşehir        | SL                         | 24         | 5          | TK              | 0               | 0               | UCL+UEL            | 4+4                | 3+0                | -           | -           | -           | 32     | 8      |
| 2018-2019                  | İstanbul Başakşehir        | SL                         | 21         | 1          | TK              | 2               | 0               | UEL                | 1                  | 0                  | -           | -           | -           | 24     | 1      |
| 2019-2020                  | İstanbul Başakşehir        | SL                         | 23         | 3          | TK              | 0               | 0               | UCL+UEL            | 2+6                | 0                  | -           | -           | -           | 31     | 3      |
| Totale Istanbul Basaksehir | Totale Istanbul Basaksehir | Totale Istanbul Basaksehir | 68         | 9          |                 | 2               | 0               |                    | 17                 | 3                  |             | -           | -           | 87     | 12     |
| 2020-2021                  | Utrecht                    | E                          | 21         | 2          | CO              | 2               | 0               | -                  | -                  | -                  | -           | -           | -           | 23     | 2      |
| 2021-2022                  | ADO Den Haag               | E                          | 9          | 0          | CO              | 2               | 1               | -                  | -                  | -                  | -           | -           | -           | 11     | 1      |
| Totale ADO Den Haag        | Totale ADO Den Haag        | Totale ADO Den Haag        | 68         | 6          |                 | 3               | 1               |                    | -                  | -                  |             | -           | -           | 71     | 7      |
| Totale carriera            | Totale carriera            | Totale carriera            | 418        | 58         |                 | 28              | 7               |                    | 40                 | 5                  |             | 1           | 0           | 487    | 70     |

### Cronologia presenze e reti in nazionale
| Cronologia completa delle presenze e delle reti in nazionale ― Paesi Bassi | Cronologia completa delle presenze e delle reti in nazionale ― Paesi Bassi | Cronologia completa delle presenze e delle reti in nazionale ― Paesi Bassi | Cronologia completa delle presenze e delle reti in nazionale ― Paesi Bassi | Cronologia completa delle presenze e delle reti in nazionale ― Paesi Bassi | Cronologia completa delle presenze e delle reti in nazionale ― Paesi Bassi | Cronologia completa delle presenze e delle reti in nazionale ― Paesi Bassi | Cronologia completa delle presenze e delle reti in nazionale ― Paesi Bassi |
| Data                                                                       | Città                                                                      | In casa                                                                    | Risultato                                                                  | Ospiti                                                                     | Competizione                                                               | Reti                                                                       | Note                                                                       |
| -------------------------------------------------------------------------- | -------------------------------------------------------------------------- | -------------------------------------------------------------------------- | -------------------------------------------------------------------------- | -------------------------------------------------------------------------- | -------------------------------------------------------------------------- | -------------------------------------------------------------------------- | -------------------------------------------------------------------------- |
| 5-9-2009                                                                   | Enschede                                                                   | Paesi Bassi                                                                | 3 – 0                                                                      | Giappone                                                                   | Amichevole                                                                 | -                                                                          | 46’                                                                        |
| 9-9-2009                                                                   | Glasgow                                                                    | Scozia                                                                     | 0 – 1                                                                      | Paesi Bassi                                                                | Qual. Mondiali 2010                                                        | 1                                                                          | 72’                                                                        |
| 10-10-2009                                                                 | Sydney                                                                     | Australia                                                                  | 0 – 0                                                                      | Paesi Bassi                                                                | Amichevole                                                                 | -                                                                          |                                                                            |
| 14-11-2009                                                                 | Pescara                                                                    | Italia                                                                     | 0 – 0                                                                      | Paesi Bassi                                                                | Amichevole                                                                 | -                                                                          | 72’                                                                        |
| 18-11-2009                                                                 | Heerenveen                                                                 | Paesi Bassi                                                                | 0 – 0                                                                      | Paraguay                                                                   | Amichevole                                                                 | -                                                                          | 46’                                                                        |
| 3-3-2010                                                                   | Amsterdam                                                                  | Paesi Bassi                                                                | 2 – 1                                                                      | Stati Uniti                                                                | Amichevole                                                                 | -                                                                          |                                                                            |
| 26-5-2010                                                                  | Friburgo                                                                   | Paesi Bassi                                                                | 2 – 1                                                                      | Messico                                                                    | Amichevole                                                                 | -                                                                          | 70’                                                                        |
| 1-6-2010                                                                   | Rotterdam                                                                  | Paesi Bassi                                                                | 4 – 1                                                                      | Ghana                                                                      | Amichevole                                                                 | -                                                                          | 83’                                                                        |
| 5-6-2010                                                                   | Amsterdam                                                                  | Paesi Bassi                                                                | 6 – 1                                                                      | Ungheria                                                                   | Amichevole                                                                 | 1                                                                          | 73’                                                                        |
| 14-6-2010                                                                  | Johannesburg                                                               | Paesi Bassi                                                                | 2 – 0                                                                      | Danimarca                                                                  | Mondiali 2010 - 1º turno                                                   | -                                                                          | 67’                                                                        |
| 19-6-2010                                                                  | Durban                                                                     | Paesi Bassi                                                                | 1 – 0                                                                      | Giappone                                                                   | Mondiali 2010 - 1º turno                                                   | -                                                                          | 72’                                                                        |
| 24-6-2010                                                                  | Città del Capo                                                             | Camerun                                                                    | 1 – 2                                                                      | Paesi Bassi                                                                | Mondiali 2010 - 1º turno                                                   | -                                                                          | 66’                                                                        |
| 28-6-2010                                                                  | Durban                                                                     | Paesi Bassi                                                                | 1 – 1                                                                      | Slovacchia                                                                 | Mondiali 2010 - Ottavi di finale                                           | -                                                                          | 71’                                                                        |
| 6-7-2010                                                                   | Città del Capo                                                             | Uruguay                                                                    | 2 – 3                                                                      | Paesi Bassi                                                                | Mondiali 2010 - Semifinale                                                 | -                                                                          | 90’                                                                        |
| 11-7-2010                                                                  | Johannesburg                                                               | Paesi Bassi                                                                | 0 – 1                                                                      | Spagna                                                                     | Mondiali 2010 - Finale                                                     | -                                                                          | 71’                                                                        |
| 3-9-2010                                                                   | Serravalle                                                                 | San Marino                                                                 | 0 – 5                                                                      | Paesi Bassi                                                                | Qual. Euro 2012                                                            | -                                                                          | 59’                                                                        |
| 7-9-2010                                                                   | Rotterdam                                                                  | Paesi Bassi                                                                | 2 – 1                                                                      | Finlandia                                                                  | Qual. Euro 2012                                                            | -                                                                          | 64’                                                                        |
| 9-2-2011                                                                   | Eindhoven                                                                  | Paesi Bassi                                                                | 3 – 1                                                                      | Austria                                                                    | Amichevole                                                                 | -                                                                          | 46’                                                                        |
| 25-3-2011                                                                  | Budapest                                                                   | Ungheria                                                                   | 0 – 4                                                                      | Paesi Bassi                                                                | Qual. Euro 2012                                                            | -                                                                          | 63’                                                                        |
| 29-3-2011                                                                  | Amsterdam                                                                  | Paesi Bassi                                                                | 5 – 3                                                                      | Ungheria                                                                   | Qual. Euro 2012                                                            | -                                                                          | 90’                                                                        |
| 4-6-2011                                                                   | Goiânia                                                                    | Brasile                                                                    | 0 – 0                                                                      | Paesi Bassi                                                                | Amichevole                                                                 | -                                                                          | 64’                                                                        |
| 8-6-2011                                                                   | Montevideo                                                                 | Uruguay                                                                    | 1 – 1 (4 – 3 dtr)                                                          | Paesi Bassi                                                                | Amichevole                                                                 | -                                                                          | 90+4’                                                                      |
| 2-9-2011                                                                   | Eindhoven                                                                  | Paesi Bassi                                                                | 11 – 0                                                                     | San Marino                                                                 | Qual. Euro 2012                                                            | -                                                                          | 74’                                                                        |
| 6-9-2011                                                                   | Helsinki                                                                   | Finlandia                                                                  | 0 – 2                                                                      | Paesi Bassi                                                                | Qual. Euro 2012                                                            | -                                                                          | 68’                                                                        |
| 7-10-2011                                                                  | Rotterdam                                                                  | Paesi Bassi                                                                | 1 – 0                                                                      | Moldavia                                                                   | Qual. Euro 2012                                                            | -                                                                          | 78’                                                                        |
| 11-10-2011                                                                 | Solna                                                                      | Svezia                                                                     | 3 – 2                                                                      | Paesi Bassi                                                                | Qual. Euro 2012                                                            | -                                                                          | 73’                                                                        |
| 16-10-2012                                                                 | Bucarest                                                                   | Romania                                                                    | 1 – 4                                                                      | Paesi Bassi                                                                | Qual. Mondiali 2014                                                        | -                                                                          | 89’                                                                        |
| 14-11-2012                                                                 | Amsterdam                                                                  | Paesi Bassi                                                                | 0 – 0                                                                      | Germania                                                                   | Amichevole                                                                 | -                                                                          | 46’                                                                        |
| 31-5-2018                                                                  | Trnava                                                                     | Slovacchia                                                                 | 1 – 1                                                                      | Paesi Bassi                                                                | Amichevole                                                                 | -                                                                          | 75’                                                                        |
| 4-6-2018                                                                   | Torino                                                                     | Italia                                                                     | 1 – 1                                                                      | Paesi Bassi                                                                | Amichevole                                                                 | -                                                                          | 82’                                                                        |
| Totale                                                                     |                                                                            | Presenze                                                                   | 30                                                                         |                                                                            | Reti                                                                       | 2                                                                          |                                                                            |

## Palmarès

### Club
- Campionato italiano: 1

Juventus: 2011-2012
- Coppa dei Paesi Bassi: 1

Feyenoord: 2015-2016
- Campionato olandese: 1

Feyenoord: 2016-2017
- Campionato turco: 1

Basaksehir: 2019-2020

### Individuale
- Miglior talento dell'anno in Eredivisie: 1

2008-2009